# 2020 미스 그랜드 코리아
2020년 미스 그랜드 코리아는 2020년 8월 15일 서울 광진구 그랜드워커힐호텔 시어터홀에서 열린 4번째 미스 그랜드 코리아 선발대회이다. OBS경인TV으로 중계하여, 오현경, 토니안, 김정근이 MC를 맡았다.
2020 미스 그랜드 코리아 수상자로는 이현영(퀸), 최유나(진), 이가빈(선), 신예은(선), 손지은(미), 이다연(미), 문혜린(미)이 선발되어 대한민국을 대표하는 대표미인으로 활동하게 되었으며, 퀸을 수상한 이현영은 세계 빅3의 월드대회인 미스 그랜드 인터내셔널에 한국대표로 출전한다고 전했다.

## 결과
본선 심사기준
- 국민투표 (30%)
- 조직위원회 사전 심사 (20%)
- 당일 심사위원 심사 (50%)

| 득점결과                  | 참가자                                          |
| ------------------------- | ----------------------------------------------- |
| 2020년 미스 그랜드 코리아 | - 서울 – 이현영                                 |
| 진                        | - 대구 – 최유나                                 |
| 선                        | - 충남 – 신예은 - 경북 – 이가빈                 |
| 미                        | - 경기 – 이다연 - 전남 – 손지은 - 부산 – 문혜린 |
| 특별상                    |                                                 |
| 탤런트상                  | - 광주 – 이류경                                 |
| 모델상                    | - 전북 – 유지윤                                 |
| 포토제닉상                | - 전북 – 신유빈                                 |
| 인기상                    | - 전남 – 김윤진                                 |
| 스마일상                  | - 울산 – 구영슬                                 |
| 우정상                    | - 경남 – 김서현                                 |
| 국민투표상                | - 경기 – 이다연                                 |

## 참가자
36 명의 참가자가 미스 그랜드 코리아 2020 타이틀을 놓고 경쟁했다.